# Bonjour (software)
Bonjour —anteriormente Rendezvous— es una marca comercial de un programa de Apple para la implementación de la especificación de la IETF del marco de trabajo Zeroconf, que es una tecnología de redes de ordenadores usada en el sistema operativo de Apple Mac OS X a partir de la versión 10.2. Bonjour usa paquetes estándar de DNS de una nueva forma; de modo que es otro servicio, pero se basa en una tecnología relativamente antigua: DNS sobre IP.

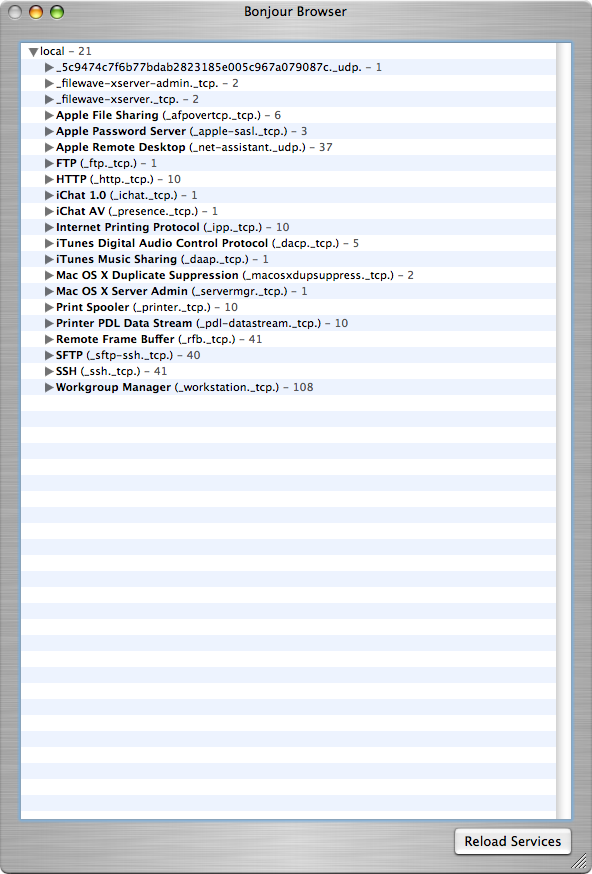

Apple ha lanzado Bonjour bajo una licencia de uso limitado. Es freeware (aplicación gratuita) para clientes; sin embargo, para los desarrolladores y empresas de software que quieran incluirlo en algún paquete de 'software', puede ser necesario contratar una licencia. El código fuente de mDNSResponder está disponible bajo la licencia Apache License.
Bonjour es un método para descubrir servicios en una red de área local —LAN, por sus siglas en inglés (Local Area Network)—. Esta tecnología, muy utilizada en Mac OS X, permite a los usuarios establecer una red sin ningún tipo de configuración. A partir de 2010, se usa en Mac OS X y otros sistemas operativos para encontrar impresoras y servidores de ficheros. También la utilizan iTunes para encontrar música compartida, iPhoto para encontrar las fotos compartidas, iChat, Skype y el Proyecto Gizmo para hallar otros usuarios de la red local, TiVo Desktop para encontrar videograbadores digitales, y SubEthaEdit para encontrar colaboradores de documentos. Incluso Safari se vale de Bonjour para encontrar servidores web locales y páginas de configuración para dispositivos locales, al igual que a Asterisk le sirve para notificar servicios y parámetros de configuración en teléfonos VoIP y llamadores automáticos.
Bonjour solo funciona en una subred única, que suele abarcar un área pequeña, sin una configuración especial de DNS.
A veces se confunde el Bonjour de Apple con un servicio de ordenador —por ejemplo, compartir ficheros— disponible para la Internet pública, lo cual puede ser considerado como un riesgo de seguridad. De hecho, Bonjour no da acceso extra a ningún servicio; meramente los anuncia. Por ejemplo, un usuario puede explorar una lista de ordenadores cercanos con los que pueda compartir ficheros —Bonjour, en esos ordenadores, habrá indicado si ese servicio está disponible—; pero, aun así, tiene que proveer una contraseña para acceder al servicio en tales máquinas. Bonjour también puede funcionar en un rango más cercano; por defecto, sus mensajes solo alcanzan a usuarios en la misma subred. A pesar de esto, el único impacto que puede tener Bonjour en la seguridad es que los servicios dejen de estar protegidos mediante seguridad por oscuridad dentro de la misma subred. Si los servicios seguirán protegidos si se usan otros métodos distintos al de la oscuridad.
El nombre Rendezvous se cambió a Bonjour con la aparición de Mac OS X v10.4 por acuerdo, en 2004, entre Apple y Tibco Software Inc. Tibco ya había lanzado un producto con el nombre Rendezvous. Hubo muchos rumores en ese año de que el nuevo producto se llamaría OpenTalk, pero no fue así (posiblemente por las similitudes con LocalTalk y con PowerTalk).
Los servicios Bonjour se implementan más en la capa de aplicación que usan llamadas estándar TCP/IP que a través del sistema operativo. Aunque Mac OS X dispone de varios servicios Bonjour, no los requiere. Apple ha hecho del código fuente del respondedor DNS multicast de Bonjour el componente central de descubrimiento de servicios, disponible como un proyecto de código abierto Darwin. El proyecto provee el código fuente para construir un proceso que se ejecute en segundo plano —llamado demonio, por calco del inglés «daemon»— en respuesta a un amplio rango de plataformas que incluyen Mac OS 9, Mac OS X, Linux, *BSD, Solaris, VxWorks, y Windows. Además, Apple provee un set de servicios para que los instale el usuario llamados Bonjour for Windows.
Bonjour puede ser usado también por clientes de mensajería instantánea como Fire o Trillian Pro 3 de Cerulean Studio.